# Pseudomyrmex excisus
Pseudomyrmex excisus är en myrart som först beskrevs av Mayr 1870.  Pseudomyrmex excisus ingår i släktet Pseudomyrmex och familjen myror. Inga underarter finns listade i Catalogue of Life.